# Winston-Salem Open
Winston-Salem Open je profesionální tenisový turnaj mužů hraný v areálu Wake Forest University v severokarolínském Winston-Salemu, kam se přestěhoval v roce 2011 z New Havenu. Na okruhu ATP Tour patří do kategorie ATP Tour 250 a je také součástí letní US Open Series na betonech. V letech 1981–1989 probíhal jako exhibice v longislandském Jerichu, než byl v roce 1990 začleněn do nově založeného okruhu ATP Tour. Z Long Islandu se v roce 2004 přemístil do New Havenu, kde byl sloučen s ženským Pilot Pen Tennis. V něm se konal až do odloučení v roce 2010.

## Historie
Událost vznikla ve formě exhibice pro čtyři hráče dvouhry roku 1981 v newyorském Jerichu na Long Islandu. Původní název zněl Hamlet Challenge Cup. Následně se turnaj rozrostl a účastnili se jej nejlepší hráči světa jako Ivan Lendl a v roce 1988 osmnáctiletý Andre Agassi.
V roce 1990 se turnaj stal součástí založeného profesionálního okruhu ATP Tour. Generální partneři se v jeho průběhu měnili. Mezi roky 1990–1991 se hlavním donátorem stala Norstar Bank, v letech 1992–1995 a 1997–2000 Waldbaum's, roku 1996 pak Genovese Drug Stores. Od roku 2002 do přesídlení do New Havenu se hlavním partnerem stala firma TD Waterhouse. Mezi vítěze turnaje se zařadili tenisté jako Stefan Edberg, Jevgenij Kafelnikov, Magnus Norman, Paradorn Srichaphan a Lleyton Hewitt.
V roce 2005 americký tenisový svaz, United States Tennis Association, rozhodl o připojení turnaje k ženské události Pilot Pen Tennis, organizované WTA a hrané v New Havenu. Jednalo se o první sloučení velkých turnajů mužského a ženského okruhu, které předcházely ve formě přípravy poslednímu grandslamu sezóny US Open. Sloučení vydrželo do roku 2011, kdy se mužská část odtrhla a přemístila do Winston-Salemu. Přes existující historii jej ATP prohlásila za novou událost mužského profesionálního okruhu.

## Přehled finále

### Dvouhra
| Místo                  | Rok  | vítěz                             | finalista                         | výsledek                          |
| ---------------------- | ---- | --------------------------------- | --------------------------------- | --------------------------------- |
| Long Island (exhibice) | 1981 | Brian Teacher                     | Yannick Noah                      | 4–6, 6–3, 6–4                     |
| Long Island (exhibice) | 1982 | Gene Mayer                        | Johan Kriek                       | 6–2, 6–3                          |
| Long Island (exhibice) | 1983 | Gene Mayer                        | Heinz Günthardt                   | 6–7(9–11), 6–4, 6–0               |
| Long Island (exhibice) | 1984 | Ivan Lendl                        | Andrés Gómez                      | 6–2, 6–4                          |
| Long Island (exhibice) | 1985 | Ivan Lendl                        | Jimmy Connors                     | 6–1, 6–3                          |
| Long Island (exhibice) | 1986 | Ivan Lendl                        | John McEnroe                      | 6–2, 6–4                          |
| Long Island (exhibice) | 1987 | Jonas Svensson                    | David Pate                        | 7–6, 3–6, 6–3                     |
| Long Island (exhibice) | 1988 | Andre Agassi                      | Yannick Noah                      | 6–3, 0–6, 6–4                     |
| Long Island (exhibice) | 1989 | Ivan Lendl                        | Mikael Pernfors                   | 4–6, 6–2, 6–4                     |
| Long Island            | 1990 | Stefan Edberg                     | Goran Ivanišević                  | 7–6, 6–3                          |
| Long Island            | 1991 | Ivan Lendl                        | Stefan Edberg                     | 6–3, 6–2                          |
| Long Island            | 1992 | Petr Korda                        | Ivan Lendl                        | 6–2, 6–2                          |
| Long Island            | 1993 | Marc Rosset                       | Michael Chang                     | 6–4, 3–6, 6–1                     |
| Long Island            | 1994 | Jevgenij Kafelnikov               | Cédric Pioline                    | 5–7, 6–1, 6–2                     |
| Long Island            | 1995 | Jevgenij Kafelnikov               | Jan Siemerink                     | 7–6(7–0), 6–2                     |
| Long Island            | 1996 | Andrij Medveděv                   | Martin Damm                       | 7–5, 6–3                          |
| Long Island            | 1997 | Carlos Moyà                       | Patrick Rafter                    | 6–4, 7–6(7–1)                     |
| Long Island            | 1998 | Patrick Rafter                    | Félix Mantilla                    | 7–6(7–3), 6–2                     |
| Long Island            | 1999 | Magnus Norman                     | Àlex Corretja                     | 7–6(7–4), 4–6, 6–3                |
| Long Island            | 2000 | Magnus Norman                     | Thomas Enqvist                    | 6–3, 5–7, 7–5                     |
| Long Island            | 2001 | Tommy Haas                        | Pete Sampras                      | 6–3, 3–6, 6–2                     |
| Long Island            | 2002 | Paradorn Srichaphan               | Juan Ignacio Chela                | 5–7, 6–2, 6–2                     |
| Long Island            | 2003 | Paradorn Srichaphan               | James Blake                       | 6–2, 6–4                          |
| Long Island            | 2004 | Lleyton Hewitt                    | Luis Horna                        | 6–3, 6–1                          |
| New Haven              | 2005 | James Blake                       | Feliciano López                   | 3–6, 7–5, 6–1                     |
| New Haven              | 2006 | Nikolaj Davyděnko                 | Agustín Calleri                   | 6–4, 6–3                          |
| New Haven              | 2007 | James Blake                       | Mardy Fish                        | 7–5, 6–4                          |
| New Haven              | 2008 | Marin Čilić                       | Mardy Fish                        | 6–4, 4–6, 6–2                     |
| New Haven              | 2009 | Fernando Verdasco                 | Sam Querrey                       | 6–4, 7–6(8–6)                     |
| New Haven              | 2010 | Serhij Stachovskyj                | Denis Istomin                     | 3–6, 6–3, 6–4                     |
| Winston-Salem          | 2011 | John Isner                        | Julien Benneteau                  | 4–6, 6–3, 6–4                     |
| Winston-Salem          | 2012 | John Isner                        | Tomáš Berdych                     | 3–6, 6–4, 7–6(11–9)               |
| Winston-Salem          | 2013 | Jürgen Melzer                     | Gaël Monfils                      | 6–3, 2–1, ret.                    |
| Winston-Salem          | 2014 | Lukáš Rosol                       | Jerzy Janowicz                    | 3–6, 7–6(7–3), 7–5                |
| Winston-Salem          | 2015 | Kevin Anderson                    | Pierre-Hugues Herbert             | 6–4, 7–5                          |
| Winston-Salem          | 2016 | Pablo Carreño Busta               | Roberto Bautista Agut             | 6–7(6–8), 7–6(7–1), 6–4           |
| Winston-Salem          | 2017 | Roberto Bautista Agut             | Damir Džumhur                     | 6–4, 6–4                          |
| Winston-Salem          | 2018 | Daniil Medveděv                   | Steve Johnson                     | 6–4, 6–4                          |
| Winston-Salem          | 2019 | Hubert Hurkacz                    | Benoît Paire                      | 6–3, 3–6, 6–3                     |
| Winston-Salem          | 2020 | zrušeno kvůli pandemii koronaviru | zrušeno kvůli pandemii koronaviru | zrušeno kvůli pandemii koronaviru |
| Winston-Salem          | 2021 | Ilja Ivaška                       | Mikael Ymer                       | 6–0, 6–2                          |
| Winston-Salem          | 2022 | Adrian Mannarino                  | Laslo Djere                       | 7–6(7–1), 6–4                     |
| Winston-Salem          | 2023 | Sebastián Báez                    | Jiří Lehečka                      | 6–4, 6–3                          |
| Winston-Salem          | 2024 | Lorenzo Sonego                    | Alex Michelsen                    | 6–0, 6–3                          |

### Čtyřhra
| Místo         | Rok  | vítězové                              | finalisté                            | výsledek                          |
| ------------- | ---- | ------------------------------------- | ------------------------------------ | --------------------------------- |
| Long Island   | 1990 | Guy Forget Jakob Hlasek               | Udo Riglewski Michael Stich          | 2–6, 6–3, 6–4                     |
| Long Island   | 1991 | Eric Jelen Carl-Uwe Steeb             | Doug Flach Diego Nargiso             | 0–6, 6–4, 7–6                     |
| Long Island   | 1992 | Francisco Montana Greg Van Emburgh    | Gianluca Pozzi Olli Rahnasto         | 6–4, 6–2                          |
| Long Island   | 1993 | Marc-Kevin Goellner David Prinosil    | Arnaud Boetsch Olivier Delaître      | 6–7, 7–5, 6–2                     |
| Long Island   | 1994 | Olivier Delaître Guy Forget           | Andrew Florent Mark Petchey          | 6–4, 7–6                          |
| Long Island   | 1995 | Cyril Suk Daniel Vacek                | Rick Leach Scott Melville            | 5–7, 7–6, 7–6                     |
| Long Island   | 1996 | Luke Jensen Murphy Jensen             | Hendrik Dreekmann Alexandr Volkov    | 6–3, 7–6                          |
| Long Island   | 1997 | Marcos Ondruska David Prinosil        | Mark Keil T.J. Middleton             | 6–4, 6–4                          |
| Long Island   | 1998 | Julian Alonso Javier Sánchez          | Brandon Coupe Dave Randall           | 6–4, 6–4                          |
| Long Island   | 1999 | Olivier Delaître Fabrice Santoro      | Jan-Michael Gambill Scott Humphries  | 7–5, 6–4                          |
| Long Island   | 2000 | Jonathan Stark Kevin Ullyett          | Jan-Michael Gambill Scott Humphries  | 6–4, 6–4                          |
| Long Island   | 2001 | Jonathan Stark Kevin Ullyett          | Leoš Friedl Radek Štěpánek           | 6–1, 6–4                          |
| Long Island   | 2002 | Maheš Bhúpatí Mike Bryan              | Petr Pála Pavel Vízner               | 6–3, 6–4                          |
| Long Island   | 2003 | Robbie Koenig Martín Rodríguez        | Martin Damm Cyril Suk                | 6–3, 7–6                          |
| Long Island   | 2004 | Antony Dupuis Michaël Llodra          | Yves Allegro Michael Kohlmann        | 6–2, 6–4                          |
| New Haven     | 2005 | Gastón Etlis Martín Rodríguez         | Rajeev Ram Bobby Reynolds            | 6–4, 6–3                          |
| New Haven     | 2006 | Jonatan Erlich Andy Ram               | Mariusz Fyrstenberg Marcin Matkowski | 6–3, 6–3                          |
| New Haven     | 2007 | Maheš Bhúpatí Nenad Zimonjić          | Mariusz Fyrstenberg Marcin Matkowski | 6–3, 6–3                          |
| New Haven     | 2008 | Marcelo Melo André Sá                 | Maheš Bhúpatí Mark Knowles           | 7–5, 6–2                          |
| New Haven     | 2009 | Julian Knowle Jürgen Melzer           | Bruno Soares Kevin Ullyett           | 6–4, 7–6(7–3)                     |
| New Haven     | 2010 | Robert Lindstedt Horia Tecău          | Rohan Bopanna Ajsám Kúreší           | 6–4, 7–5                          |
| Winston-Salem | 2011 | Jonatan Erlich Andy Ram               | Christopher Kas Alexander Peya       | 7–6(7–2), 6–4                     |
| Winston-Salem | 2012 | Santiago González Scott Lipsky        | Pablo Andújar Leonardo Mayer         | 6–3, 4–6, [10–2]                  |
| Winston-Salem | 2013 | Daniel Nestor Leander Paes            | Treat Conrad Huey Dominic Inglot     | 7–6(12–10), 7–5                   |
| Winston-Salem | 2014 | Juan Sebastián Cabal Robert Farah     | Jamie Murray John Peers              | 6–3, 6–4                          |
| Winston-Salem | 2015 | Dominic Inglot Robert Lindstedt       | Eric Butorac Scott Lipsky            | 6–2, 6–4                          |
| Winston-Salem | 2016 | Guillermo García-López Henri Kontinen | Andre Begemann Leander Paes          | 4–6, 7–6(8–6), [10–8]             |
| Winston-Salem | 2017 | Jean-Julien Rojer Horia Tecău         | Julio Peralta Horacio Zeballos       | 6–3, 6–4                          |
| Winston-Salem | 2018 | Jean-Julien Rojer Horia Tecău         | James Cerretani Leander Paes         | 6–4, 6–2                          |
| Winston-Salem | 2019 | Łukasz Kubot Marcelo Melo             | Nicholas Monroe Tennys Sandgren      | 6–7(6–8), 6–1, [10–3]             |
| Winston-Salem | 2020 | zrušeno kvůli pandemii koronaviru     | zrušeno kvůli pandemii koronaviru    | zrušeno kvůli pandemii koronaviru |
| Winston-Salem | 2021 | Marcelo Arévalo Matwé Middelkoop      | Ivan Dodig Austin Krajicek           | 6–7(5–7), 7–5, [10–6]             |
| Winston-Salem | 2022 | Matthew Ebden Jamie Murray            | Hugo Nys Jan Zieliński               | 6–4, 6–2                          |
| Winston-Salem | 2023 | Nathaniel Lammons Jackson Withrow     | Lloyd Glasspool Neal Skupski         | 6–3, 6–4                          |
| Winston-Salem | 2024 | Nathaniel Lammons Jackson Withrow     | Julian Cash Robert Galloway          | 6–4, 6–3                          |

## Galerie

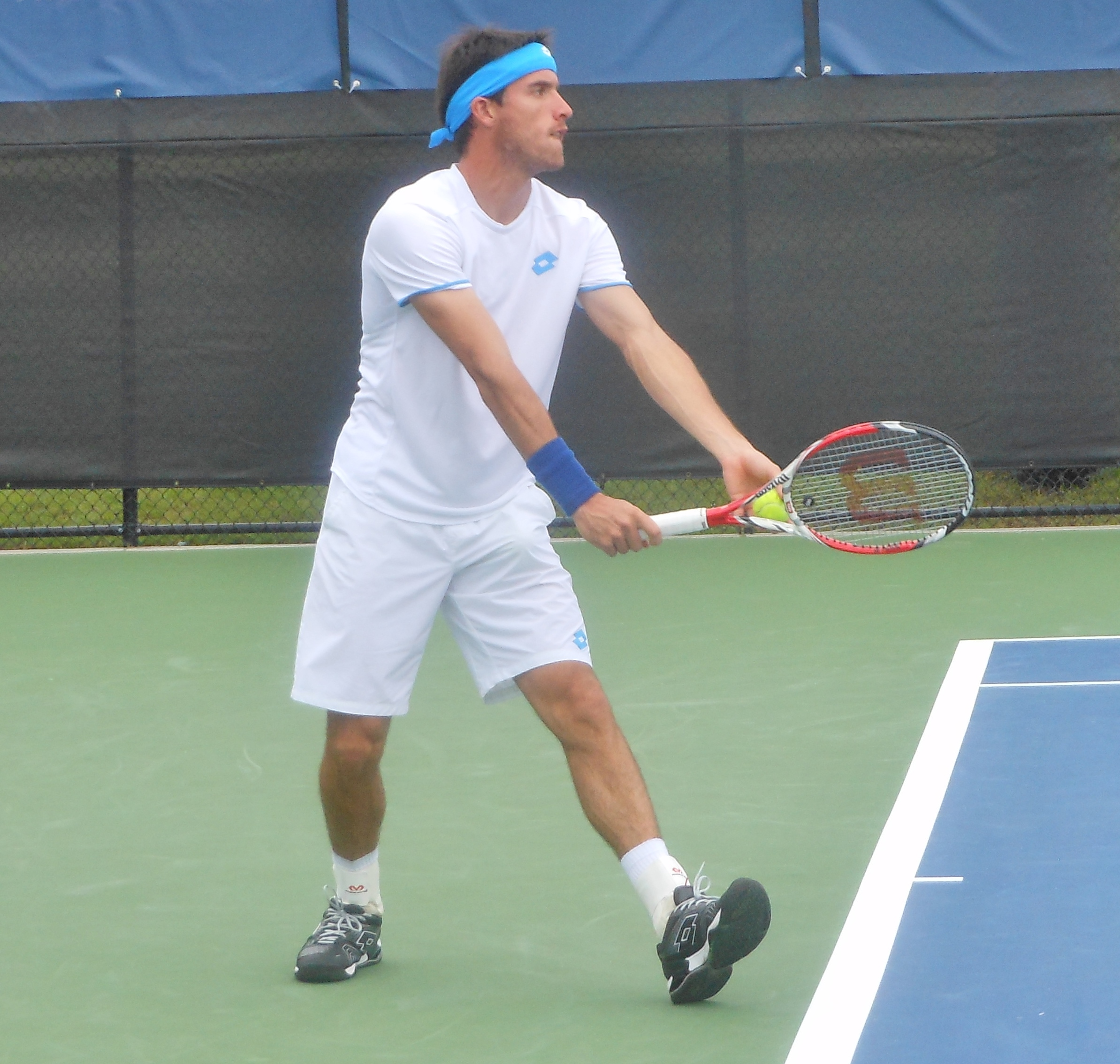
Leonardo Mayer
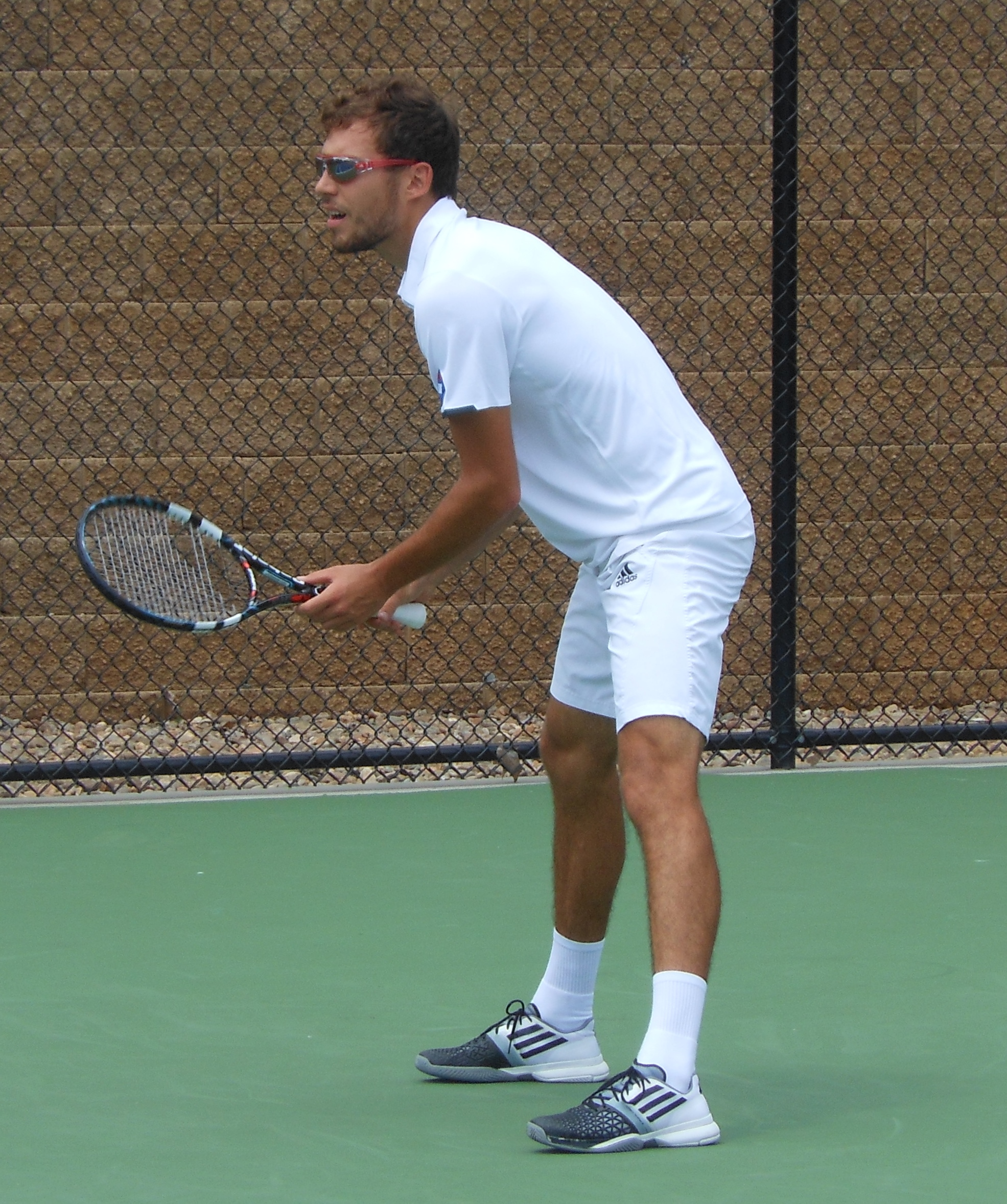
Jerzy Janowicz
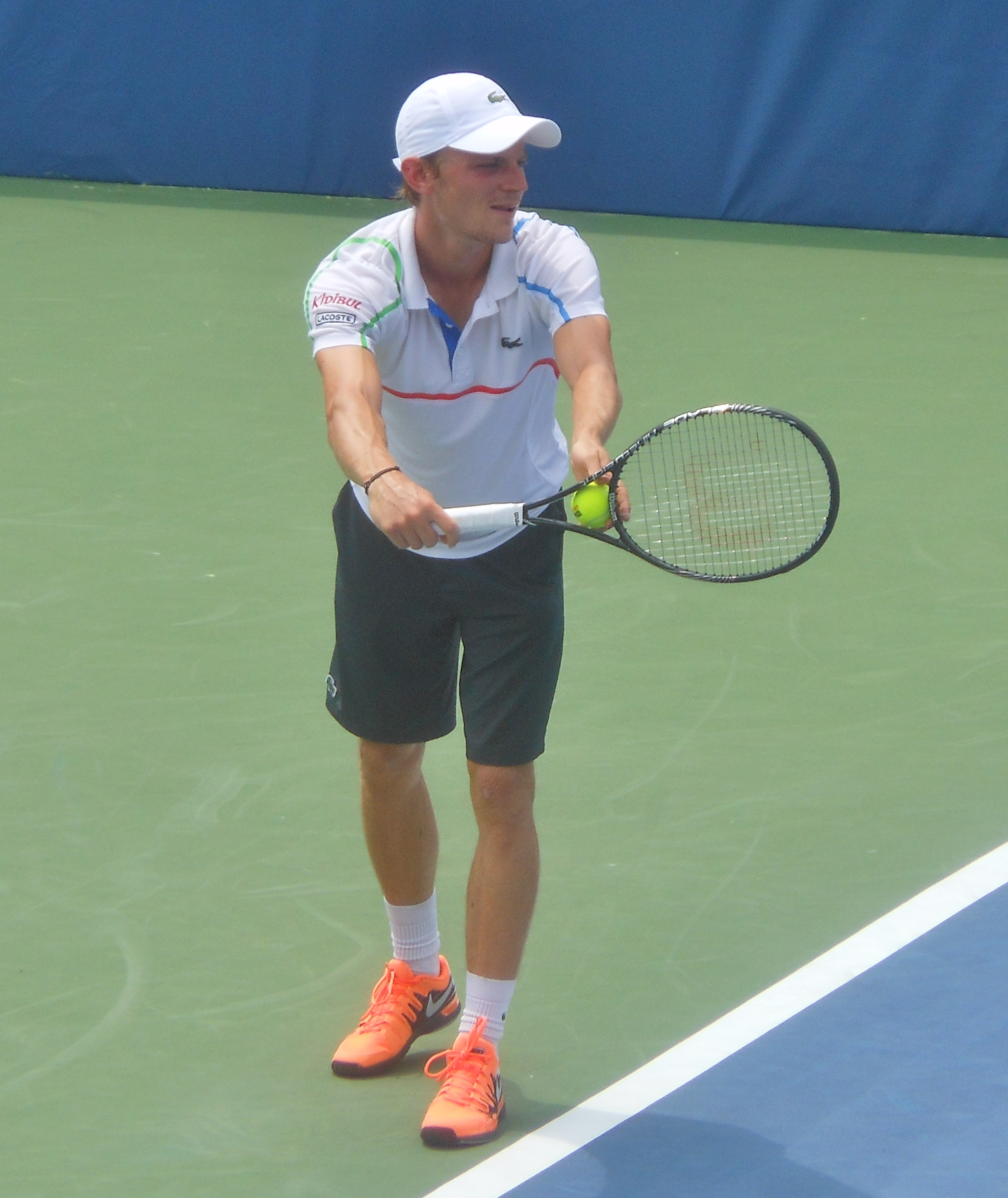
David Goffin
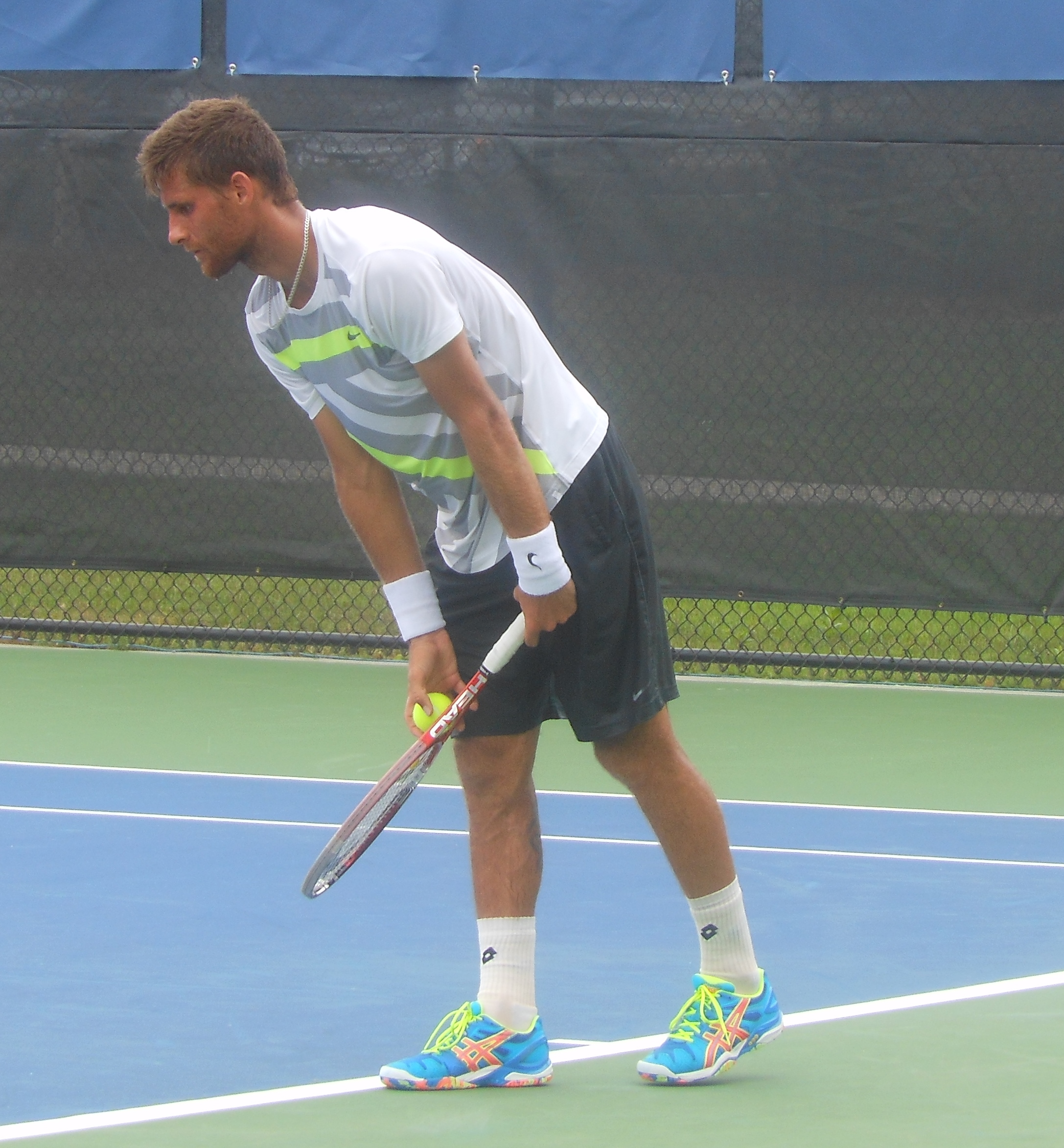
Martin Kližan